# آلفرد استرتفورد
آلفرد هیو استرتفورد (به انگلیسی: Alfred Hugh Stratford) (زادهٔ ۵ سپتامبر ۱۸۵۳ - درگذشته ۲ مه ۱۹۱۴) بازیکن کریکت و سپس فوتبال اهل کشور انگلستان بود که سابقهٔ بازی در تیم ملی فوتبال انگلستان را در کارنامهٔ خود دارد. وی در تاریخ ۷ مارس ۱۸۷۴ تنها بازی ملی خود را در مقابل تیم ملی فوتبال اسکاتلند انجام داد.